# Glen Elgin
Glen Elgin je skotská palírna společnosti United Distillers nacházející se ve městě Elgin v hrabství Morayshire, jež vyrábí skotskou sladovou whisky.

## Historie
Palírna byla založena v roce 1898 Williamem Simpsonem a Jamesem Carlem. a produkuje čistou sladovou whisky. Tato palírna patří společnosti United Distillers od roku 1936. Od té doby palírna prosperuje a od roku 1964 zvýšila počet kotlů ze dvou na šest. Produkuje whisky značky Glen Elgin, což je dvanáctiletá whisky s obsahem alkoholu 43 %. Část produkce se míchá s whisky White Horse. Tato whisky má vůni po vřesu a akáciovém medu.